# Łojewo (Koejavië-Pommeren)
Łojewo is een dorp in de Poolse woiwodschap Koejavië-Pommeren. De plaats maakt deel uit van de gemeente Inowrocław en telde in 2011 521 inwpners.

## Geschiedenis
Deze plaats werd voor het eerst genoemd in 1193 als eigendom van de Norbertijnen. In 1865 werd de eerste boeren coöperatie van Koejavië gesticht. Het is de geboorteplaats van de schrijver Stanisław Przybyszewski (1868-1927).

## Sport en recreatie
Door deze plaats loopt de Europese wandelroute E11. De E11 loopt van Den Haag naar het oosten, op dit moment de grens Polen/Litouwen. Ter plaatse komt de route van het zuiden vanaf Kruszwica en vervolgt in noordelijke richting naar Sikorowo en Inowrocław.

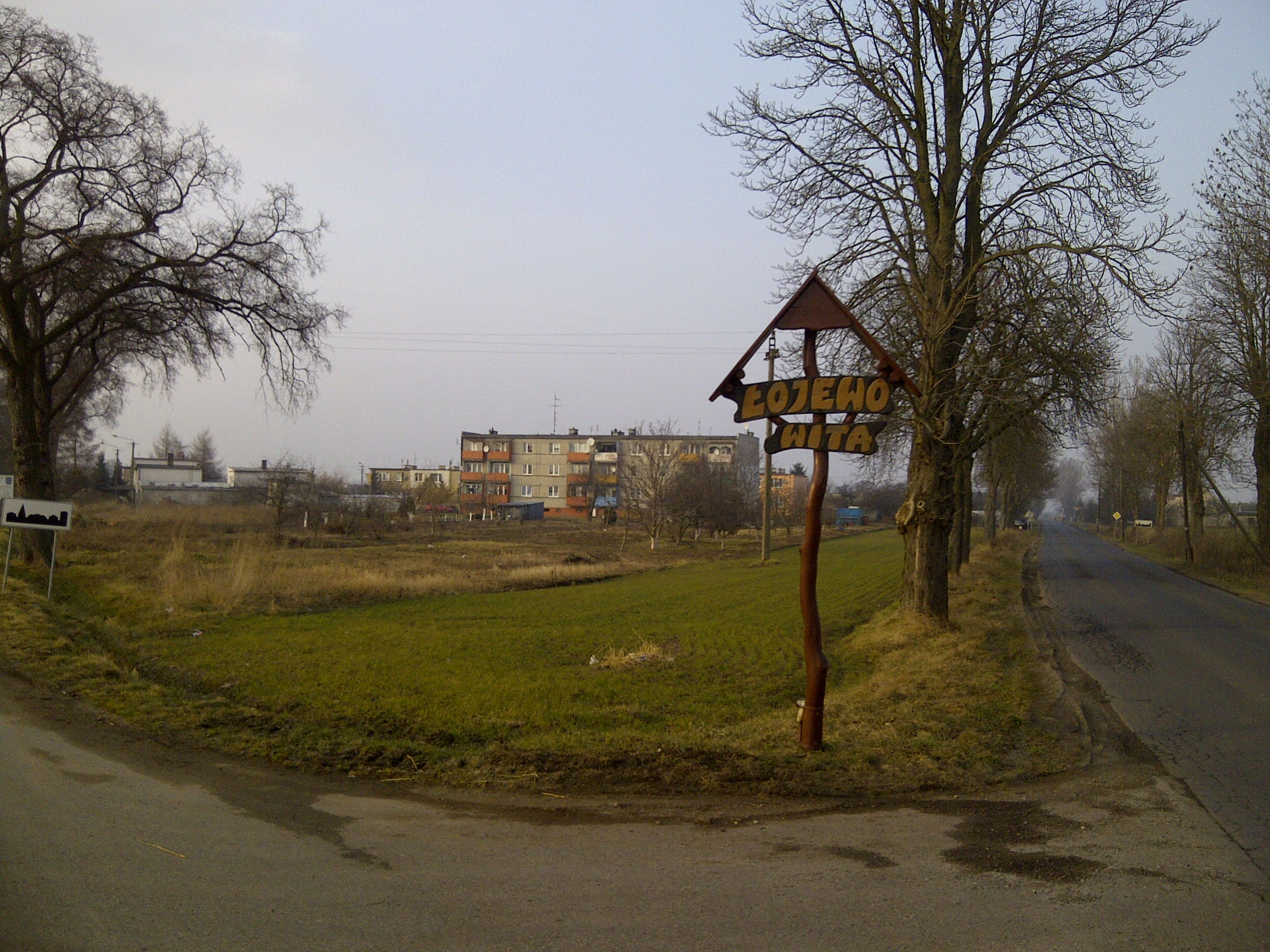
Zicht op Łojewo